# Kurmainzer Amtshof

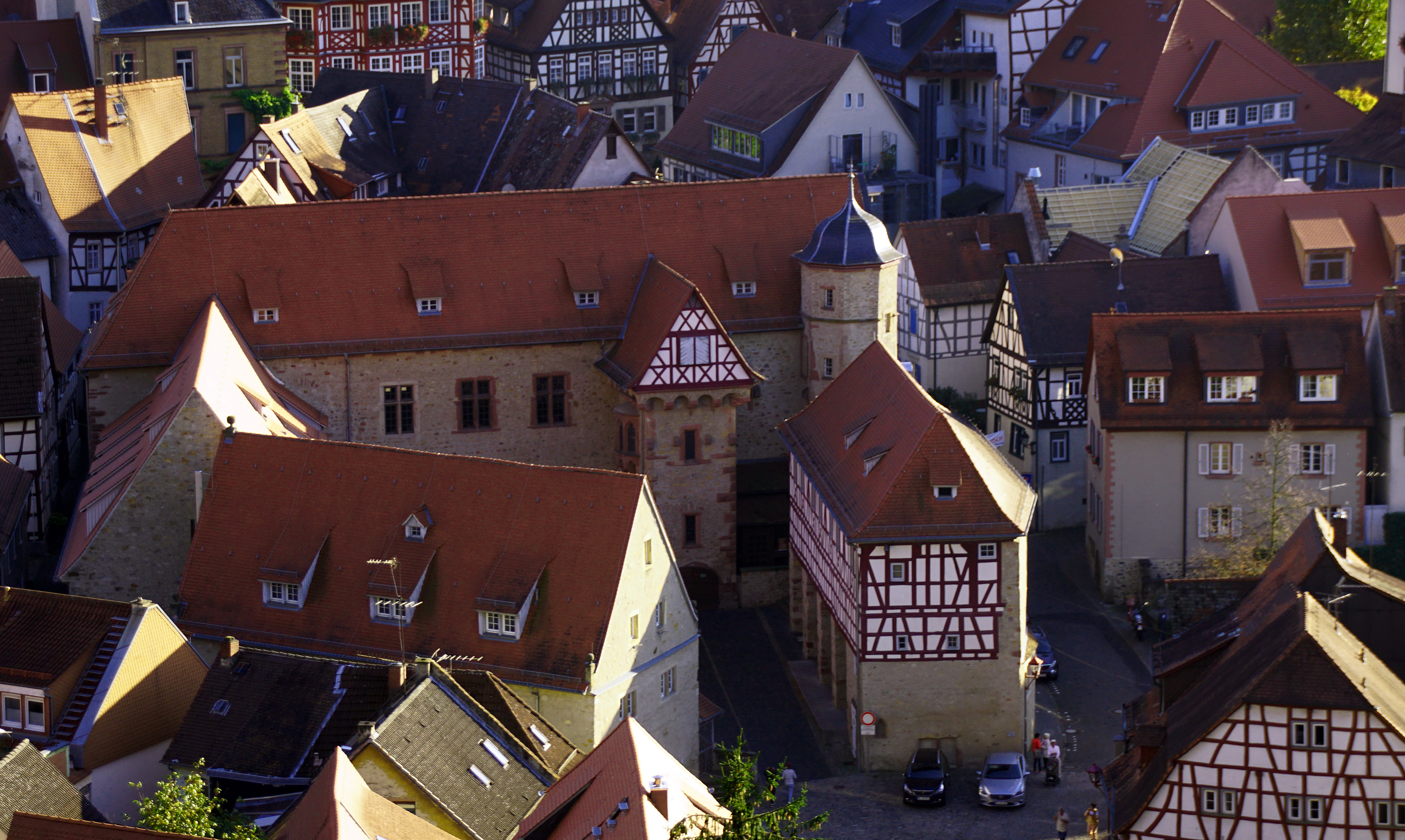
Der Kurmainzer Amtshof und umgebende Altstadt von oben

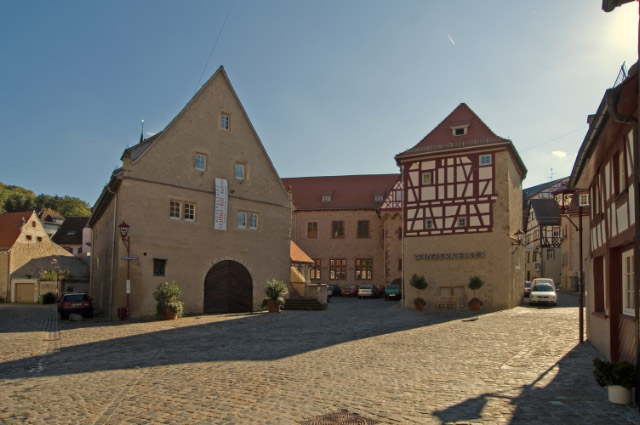
Kurmainzer Amtshof

Der Kurmainzer Amtshof gehört zu den Burgen und Schlössern Hessens und befindet sich in Heppenheim im Landkreis Bergstraße unterhalb der Burgruine Starkenburg.

## Geschichte
Im späten 14. Jahrhundert wurde der Bau in der Form eines Fünfecks aus Bruchstein und Fachwerk spätgotisch wehrhaft errichtet und weiter ergänzt. Der Kurmainzer Amtshof lag im Oberen Erzstift des Kurfürstentums Mainz.
Nach dem Dreißigjährigen Krieg wurde der Komplex als Amtshof aufgegeben und 1693 vereinfacht wiederhergestellt.
Am 11. und 12. Dezember 1948 versammelten sich Delegierte liberaler Parteigruppen der westlichen Besatzungszonen im Amtshof (zuerst im Kurfürstensaal, später in der Winzerstube) und gründeten die bundesweit tätige Partei FDP. Hier wurde der spätere Bundespräsident Theodor Heuss zum ersten Parteivorsitzenden der FDP gewählt. Eine Bronzetafel mit dem Abbild und einem Zitat von Theodor Heuss am Eingangstor zum Innenhof des Amtshofes erinnert an dieses Ereignis. Grund für die Wahl Heppenheims als Gründungsort war der geschichtliche Bezug der Stadt zum Liberalismus: Bereits 1847 trafen sich hier führende Liberale (sogenannte „Heppenheimer Tagung“), um die Nationalversammlung in der Frankfurter Paulskirche vorzubereiten.

## Architektur und Ausbau
Die Südfront des Baus wird von dem Hauptbau, dem Palas, eingenommen und ist zweigeschossig mit hofseitigen Rechteckfenstern. Der Kapellenturm springt stark in den Hof vor. Im Obergeschoss befindet sich ein gotisches Chörlein. Im 18. Jahrhundert wurde der Giebel des Satteldaches aus Fachwerk wiederhergestellt. Der vieleckige Treppenturm bildet den westlichen Abschluss des Palas zur Amtsgasse hin.
Aus dem 15. Jahrhundert stammen die Wandmalereien im Obergeschoss mit Engeln die Wappen halten und im Kapellen-Chor sind Engel mit Musikinstrumenten zu sehen.
Eine Verbindung zwischen dem Palas und dem Kelterhaus im hofseitigen Obergeschoss wird durch eine Mauer mit Wehrgang hergestellt. Der Marstall auf der Nordseite mit Freitreppe zur Hofseite stammt aus dem 16. Jahrhundert.
Engelsfresken 1398

## Heutige Nutzung
Heute werden die Gebäude vorwiegend von der Winzergenossenschaft genutzt. Der große Festsaal („Kurfürstensaal“) wird von der Stadt für Empfänge genutzt, aber auch für Sitzungen des Stadtparlaments. Der „Kurfürstensaal“ und der vorangehende „Wappensaal“ können auch angemietet werden. Im südlichen Teil des Gebäudes befindet sich die Gaststätte „Winzerstube“. Im Marstall („Eulenburg“ genannt) und in der ehemaligen Zehntscheuer im ersten Obergeschoss befand sich früher eine Jugendherberge. In diesem östlichen Teil befindet sich nun das städtische Museum, in dem auch originale Schaustücke von der Gründung der FDP zu sehen sind. Außerdem ist die Ostdeutsche Kultur- und Heimatstuben mit der Schönebacher Stube im Amtshof untergebracht. Das ehemalige Kelterhaus auf der Nordseite, das 1610 unter Verwendung der westlichen Befestigungsmauer errichtet wurde, kann heute als „Weinkosthalle“ für Veranstaltungen genutzt werden.